# 拉扎勒斯·萨利
拉扎勒斯·薩利（英語：Lazarus Eitaro Salii；1936年11月17日—1988年8月20日）是一位帕勞政治家，他於1985年10月25日起擔任帕勞第四任總統，直到他1988年8月20日自殺身亡。
薩利1978年參與簽署了《帕勞憲法公約》，1981年憲法生效後，他擔任大使直到1984年，此時他成為了一名參議員，在帕勞全國大會上代表科羅爾。
1985年6月30日，哈魯奧·雷梅利克總統遇刺，托馬斯·雷門格紹和阿方索·奧伊特龍先後繼任總統職務，8月薩利當選總統。1988年8月19日，薩利因為被指控賄賂而在總統府房間內開槍自殺，到20日凌晨不治，最初總統府的保安人員以為是行刺事件，但搜索之後發現沒有匪徒以及可疑人物，結論是總統自殺身亡。時任副總統托馬斯·雷門格紹繼任帛琉第4任總統，完成薩利剩下的任期職務。

## 家庭
薩利已婚，而且有子女，但沒有詳細記載，根據帛琉總統府Facebook專頁，惠恕仁總統在2021年6月1日（帛琉總統日）拜祭過薩利前總統，墓碑上寫着“Beloved Son,Brother, Husband, Father”。從中可以得知他去世時留下父母，幾個兄弟，還有妻兒。